# La Roche-sur-Foron
La Roche-sur-Foron es una comuna y localidad francesa situada en la región Ródano-Alpes, en el departamento de Alta Saboya, en el distrito de Bonneville. Es la capital del cantón del mismo nombre.

## Geografía
La Roche-sur-Foron se encuentra en la confluencia de las antiguas provincias de Genevois y Faucigny, en el valle medio del Arve. Está rodeada por cuatro comunas, todas de su mismo cantón: Amancy, Cornier, Eteaux y Saint-Sixt.

## Demografía
| 5049 | 6008 | 6627 | 7116 | 8538 | 9763 |
| Para los censos de 1962 a 1999 la población legal corresponde a la población sin duplicidades (Fuente: INSEE [Consultar]) |      |      |      |      |      |

## Lista de alcaldes
- 1983-1989: Albert Clavel
- 1989-2001: Jacques Lansard (RPR)
- 2001-actualidad: Michel Thabuis (Independiente)

## Hermanamientos
- Stockach,  Alemania.
- Candelo,  Italia.
- Saint-Renan,  Francia.